# Bill Nye
William Sanford Nye, popularment conegut com a Bill Nye the Science Guy, (Washington DC, 27 de novembre de 1955) és un educador científic, presentador de televisió i enginyer mecànic estatunidenc. És conegut per haver estat el presentador del programa de ciència infantil de PBS Bill Nye the Science Guy (1993–1998), i per les seves moltes aparicions subsegüents en mitjans de comunicació populars com a educador de ciència.

## Joventut
Nye va néixer el 27 de novembre de 1955, a Washington DC, fill de Jacqueline (née Jenkins; 1921–2000), una descodificadora durant la Segona Guerra Mundial, i Edwin Darby "Ned" Nye (1917–1997), també un veterà de Segona Guerra Mundial, a qui l'experiència d'estar sense l'electricitat en un campament de presoners de guerra japonès va fer que esdevingués un entusiasta dels rellotges de sol.
Després d'assistir a Lafayette Elementary i l'Alice Deal Junior High a la ciutat, va ser acceptat a l'escola privada Sidwell Friends School en una beca parcial i graduat el 1973. Va estudiar enginyeria mecànica a la Universitat de Cornell (on va agafar una classe d'astronomia ensenyada per Carl Sagan) i graduat amb un B.S. en enginyeria mecànica el 1977. Nye ocasionalment retorna a Cornell com a conferenciant convidat d'astronomia de nivell introductori i classes d'ecologia humana.

## Carrera
Nye va començar la seva carrera a Seattle, Boeing, on, entre altres coses, va protagonitzar pel·lícules i va desenvolupar un supressor de ressonància de pressió hidràulica pel 747. Més tard, va treballar com a assessor en la indústria aeronàutica. El 1999 va dir a St. Petersburg Times que aplicava cada pocs anys sol·licitava entrar a la NASA com a astronauta, però sempre se'l refusava.

### Bill Nye the Science Guy
Nye va començar la seva carrera professional d'entreteniment com a escriptor/actor en un programa televisiu de comèdia local a Seattle, Washington, anomenat Almost Live!. El presentador del programa, Ross Shafer, va suggerir-li fer algunes demostracions científiques en un espai de sis minuts, i agafar en el sobrenom "The Science Guy". El seu altre principal paper important a Almost Live! era com a Speedwalker, un superheroi de Seattle.
Des del 1991 fins al 1993, va aparèixer en els segments educatius de Back to the Future: The Animated Series en el paper mut d'ajudant d'Emmett Brown (representat per Christopher Lloyd), en el que demostrava ciència mentre Lloyd anava explicant. La popularitat nacional dels segments va fer que Nye passés a tindre el seu propi programa televisiu educatiu, Bill Nye the Science Guy, de 1993 a 1998. Cadascun dels 100 episodis ensenyava un tema científic específic a una audiència jove, tot i així ell també rebia una ampla audiència adulta. Amb el seu aire de comèida, el programa es va tornar popular com a ajut per ensenyar en les escoles. Quan interpreta "The Science Guy", Nye porta un abric de laboratori blau cel i un corbatí.
Nye també ha escrit diversos llibres com a The Science Guy. A més de ser presentador, era escriptor i productor del programa, el qual es gravava a Seattle.

## Obres seleccionades
- Nye, Bill. Undeniable: Evolution and the Science of Creation.  St. Martin's Press, 2014. ISBN 9781250007131.
- Nye, Bill. Unstoppable: Harnessing Science to Change the World.  St. Martin's Press, 2015. ISBN 9781250007148.
- La revista Time el va entrevistar a 12 Questions With Bill Nye.[14]